# Khonekeo Vongmaneechanh
Khonekeo Vongmaneechanh (laotisch: ຄອນແກ້ວ ວົງມະນີຈັນ) ist ein laotischer Fußballspieler.

## Karriere
Khonekeo Vongmaneechanh stand von 2020 bis Ende 2021 beim Zweitligisten Muanghat United FC unter Vertrag. Zu Beginn der Saison 2022 wechselte er nach Luang Prabang zum Erstligisten Luang Prabang FC. Sein Erstligadebüt gab Vongmaneechanh am 19. März 2022 (2. Spieltag) im Heimspiel gegen den Master 7 FC. Bei der 2:3-Heimniederlage wurde er in der 67. Minute für den verletzten Jam Vanpaserth eingewechselt. Für Luang Prabang bestritt er elf Erstligaspiele. Nach der Saison wurde sein Vertrag nicht verlängert.